# David di Donatello 1970
La 15a edició dels premis David di Donatello, concedits per l'Acadèmia del Cinema Italià va tenir lloc l’1 d'agost de 1970 al Teatre grecoromà de Taormina. El premi consistia en una estatueta dissenyada per Bulgari.

## Guanyadors

### Millor pel·lícula
- Indagine su un cittadino al di sopra di ogni sospetto, d'Elio Petri (ex aequo)
- Metello, de Mauro Bolognini (ex aequo)

### Millor director
- Gillo Pontecorvo - Queimada

### Millor actriu
- Sophia Loren - I girasoli

### Millor actor
- Gian Maria Volonté - Indagine su un cittadino al di sopra di ogni sospetto (ex aequo)
- Nino Manfredi - Nell'anno del Signore (ex aequo)

### Millor actriu estrangera
- Liza Minnelli - The Sterile Cuckoo

### Millor actor estranger
- Peter O'Toole - Goodbye Mr. Chips (Goodbye, Mr. Chips) (ex aequo)
- Dustin Hoffman - Cowboy de mitjanit (Midnight Cowboy) (ex aequo)

### Millor productor estranger
- Martin Poll - The Lion in Winter

### Millor director estranger
- John Schlesinger - Cowboy de mitjanit (Midnight Cowboy)

### David especial
- Bruno Vailati, per la direcció d'Andrea Doria -74
- Massimo Ranieri i Ottavia Piccolo, per llurs interpretacions a Metello
- Goldie Hawn, per la seva interpretació a Flor de cactus
- Marlène Jobert, per les seves interpretacions a El passatger de la pluja i Dernier domicile connu